# Max Kanter
Max Kanter (Cottbus, 22 oktober 1997) is een Duits baan- en wegwielrenner die sinds 2024 uitkomt voor het in 2025 geheten XDS Astana Team.

## Carrière
Als junior won Kanter in 2014, met Marcel Franz, Jasper Frahm en Julius Schlott, de ploegentijdrit in de Coupe du Président de la Ville de Grudziądz. Later dat jaar werd hij op de baan, samen met Franz, Frahm en Eric Schlott, nationaal kampioen ploegenachtervolging. In 2015 was de ploeg waar Kanter deel van uitmaakte wederom de beste in de openingsploegentijdrit van de Poolse etappekoers, waarna Kanter de eerste leiderstrui mocht aantrekken. Zijn leidende positie verdedigde hij in de overige vier etappes met succes, waardoor hij Julius van den Berg opvolgde op de erelijst. In de Driedaagse van Axel won hij, dankzij twee podiumplaatsen, zowel het eind- als het puntenklassement. In juli won hij de laatste etappe van de Ronde van Nedersaksen voor junioren, waardoor hij de leiding in het puntenklassement veroverde van Leo Appelt. In de GP Rüebliland, die hij reed ter voorbereiding op het wereldkampioenschap dat twintig dagen later zou plaatsvinden, won hij een etappe en werd hij dertiende in het eindklassement. In de wegwedstrijd op het wereldkampioenschap, die gewonnen werd door Felix Gall, werd Kanter veertiende.
Als eerstejaars belofte eindigde Kanter op de derde plaats in het algemeen klassement van de Carpathian Couriers Race. Omdat de eerste twee in het klassement te oud waren om mee te doen voor het jongerenklassement, schreef de Duitser dat klassement wel op zijn naam. In juli klopte enkel Timothy Dupont hem in de sprint tijdens de tweede etappe van de Ronde van de Elzas, waarna Kanter in september het jongerenklassement van de Ronde van Oost-Bohemen won. In oktober nam hij deel aan de Ronde van het Münsterland, waarin hij dertiende werd. Een stage bij Team Giant-Alpecin leidde niet meteen tot een profcontract, maar voor het seizoen 2017 kreeg hij wel een plek in hun opleidingsploeg.
In 2017 werd Kanter achttiende in de door Edward Dunbar gewonnen Ronde van Vlaanderen voor beloften. In diezelfde categorie schreef hij in mei het nationale kampioenschap op de weg op zijn naam. Daar versloeg hij, in een sprint met een kleine groep, Simon Laib en Christian Koch. Vanaf eind juli mocht hij stage lopen bij Team Sunweb. Tijdens die stageperiode nam hij onder meer deel aan de Ronde van Denemarken, waar hij achttiende werd in de individuele tijdrit. Op het wereldkampioenschap werd hij zevende in de wegwedstrijd voor beloften. Ruim twee weken later deed hij hetzelfde in de beloftenversie van Parijs-Tours.

## Baanwielrennen

### Palmares
| Jaar     | NK                   | EK       | WK       | Overig   |
| Junioren | Junioren             | Junioren | Junioren | Junioren |
| -------- | -------------------- | -------- | -------- | -------- |
| 2014     | Ploegenachtervolging |          |          |          |
| 2015     | Ploegenachtervolging |          | Omnium   |          |
| Elite    |                      |          |          |          |
| 2016     | Scratch              |          |          |          |

## Wegwielrennen

### Overwinningen
2014
1e etappe deel A Coupe du Président de la Ville de Grudziądz (ploegentijdrit)
2015
1e etappe deel A Coupe du Président de la Ville de Grudziądz (ploegentijdrit)
Eindklassement Coupe du Président de la Ville de Grudziądz
Eind- en puntenklassement Driedaagse van Axel
3e etappe Ronde van Nedersaksen, Junioren
Puntenklassement Ronde van Nedersaksen, Junioren
2e etappe GP Rüebliland
2016
Jongerenklassement Carpathian Couriers Race
Jongerenklassement Ronde van Oost-Bohemen
2017
 Duits kampioen op de weg, Beloften
2018
 Duits kampioen op de weg, Beloften
1e etappe Ronde van de Toekomst
2e en 4e etappe Olympia's Tour
Puntenklassement Olympia's Tour
2022
Puntenklassement Route d'Occitanie
2024
2e etappe Ronde van Turkije
2025
Famenne Ardenne Classic

## Resultaten in voornaamste wedstrijden
| Jaar | Ronde van Italië | Ronde van Frankrijk | Ronde van Spanje |
| ---- | ---------------- | ------------------- | ---------------- |
| 2018 |                  |                     |                  |
| 2019 |                  |                     |                  |
| 2020 |                  |                     | 112e             |
| 2021 | 116e             |                     |                  |
| 2022 |                  |                     |                  |
| 2023 | 110e             |                     |                  |
| 2024 | opgave           |                     |                  |
| 2025 | 123e             |                     |                  |

| Jaar | Milaan-San Remo | Gent-Wevelgem | Ronde van Vlaanderen | Parijs-Roubaix | Amstel Gold Race | Parijs-Tours |  | Wereldranglijsten |
| ---- | --------------- | ------------- | -------------------- | -------------- | ---------------- | ------------ |  | ----------------- |
| 2018 |                 |               |                      |                |                  | opgave       |  | 232e (UWR)        |
| 2019 |                 |               |                      |                |                  |              |  | 3060e (UWR)       |
| 2020 |                 | opgave        |                      |                |                  |              |  |                   |
| 2021 |                 |               |                      | opgave         |                  |              |  |                   |
| 2022 | 103e            | 43e           | 91e                  | 48e            | 46e              |              |  |                   |
| 2023 |                 |               |                      |                |                  |              |  |                   |
| 2024 |                 | opgave        |                      |                | 104e             |              |  |                   |
| 2025 |                 | opgave        |                      |                |                  |              |  |                   |

## Ploegen
- 2016 –  LKT Team Brandenburg
- 2016 –  Team Giant-Alpecin (stagiair vanaf 27 juli)
- 2017 –  Development Team Sunweb
- 2017 –  Team Sunweb (stagiair vanaf 28 juli)
- 2018 –  Development Team Sunweb
- 2019 –  Team Sunweb
- 2020 –  Team Sunweb
- 2021 –  Team DSM
- 2022 –  Movistar Team
- 2023 –  Movistar Team
- 2024 –  Astana Qazaqstan
- 2025 –  XDS Astana Team

Andersen · Arndt · Barguil · Curvers · Ten Dam · De Backer · Degenkolb · Dumoulin · Fairly · Fröhlinger · Geschke · Van der Haar · Haga · Ji · Jones · De Kort · F. Ludvigsson · T. Ludvigsson · Lunke · Oomen · Preidler · Sinkeldam · Stamsnijder · Timmer · Veelers · Waeytens · Walscheid · Hoekstra (stagiair) · Kanter (stagiair) · Tusveld (stagiair)
Bétouigt-Suire · Eekhoff · Gall · Goos · Gressier · Kanter · Mobach · Nieuwenhuis · Rohde · Salmon · Stork · Zepuntke
Andersen · Arndt · Barguil · Bauhaus · Curvers · Ten Dam · De Backer · Dumoulin   · Fröhlinger · Geschke · Haga · Hamilton · Hofstede · Kämna · Kelderman · Lunke · Matthews · Oomen · Preidler · Sinkeldam · Stamsnijder · Teunissen · Timmer · Waeytens · Walscheid · Kanter (stagiair) · Rohde (stagiair)
Eekhoff · Gall · Heinschke · Hirschi · Kanter · Märkl · Mobach · Nieuwenhuis · Salmon · Stork · Tu · Vanoverberghe
Arndt · Bakelants ·  Bol · Curvers · Dumoulin · Fröhlinger · Haga · Hamilton · Hindley · Hirschi · Kämna · Kanter · Kelderman · A. Kragh Andersen · S. Kragh Andersen · Matthews · Nieuwenhuis · Oomen · Pedersen · Power · Roche · Storer · Stork · Tusveld · Vervaeke · Walscheid · Eekhoff (stagiair) · Kooistra (stagiair) · Salmon (stagiair)
Arensman (vanaf 1 juli) · Arndt · Benoot · Bol · Dainese · Denz · Donovan · Eekhoff · Gall · Haga · Hamilton · Hindley · Hirschi · Kanter · Kelderman · A. Kragh Andersen · S. Kragh Andersen · Matthews · Nieuwenhuis · Oomen · Pedersen · Power · Roche · Salmon · Storer · Stork · Sütterlin · Tusveld · Van Wilder · Vermaerke (stagiair)
Arensman · Arndt · Bardet · Benoot · Bol · Brenner · Combaud · Dainese · Denz · Donovan · Eekhoff · Gall · Haga · Hamilton · Hindley · Kanter · A. Kragh Andersen · S. Kragh Andersen · Leknessund · Markl · Nieuwenhuis · Pedersen · Roche · Salmon · Storer · Stork · Sütterlin · Tusveld · Vermaerke · Van Wilder
Aranburu · Arcas · Barta · Elosegui · Erviti · García · González · Hollmann · Izagirre · Jacobs · Jorgenson · Kanter · Lazkano · E. Mas · L. Mas · Mühlberger · Norsgaard · Oliveira · Pedrero · Rangel Costa · Rodríguez · Rojas · Rubio · Samitier · Serrano · Sosa · Torres · Valverde · Verona
Aranburu · Arcas · Barta · Erviti · García · Gaviria · González · Guerreiro · Hollmann · Izagirre · Jacobs · Jorgenson · Kanter · Lazkano · E. Mas · L. Mas · Mühlberger · Norsgaard · Oliveira · Pedrero · Rangel Costa · Rodríguez · Rojas · Romeo · Rubio · Samitier · Serrano · Sosa · Torres · Verona
Ballerini · Battistella · Bettiol (vanf 15/8) · Bol · Brusenskii · Cavendish · Charmig · Fjodorov · Fortunato · Garofoli · Gazzoli · Giditş · Groezdev · Kanter · Koezmin · López · Loetsenko · Maroechin · Mulubrhan · Mørkøv · Pronskii · Scaroni · Schelling · Selig · Syritsa · Tejada · Tsjzjan · Umba · Velasco · Vinokoerov · Goyo (stagiair) · Smirnov (stagiair) · Trezise (stagiair)